# Roosa Koskelo
Roosa Koskelo (Forssa, 20 de agosto de 1991) es una jugadora profesional de voleibol finlandesa, juega en la posición de líbero.

## Palmarés

### Clubessss
Campeonato de Finland:
- 2014, 2015
- 2010, 2012, 2013, 2016
- 2011

Copa de Finland:
- 2012, 2014, 2015

Copa de Eslovenia:
- 2017, 2018

Liga Centroeuropea - MEVZA:
- 2017, 2018

campeonato Esloveno:
- 2017, 2018

Campeonato de Alemania:
- 2019, 2022[1]
- 2021

Copa de Alemania:
- 2022[2]

Copa CEV:
- 2022